# Stobbea undulata
Stobbea undulata är en insektsart som beskrevs av Willy Adolf Theodor Ramme 1929. Stobbea undulata ingår i släktet Stobbea och familjen gräshoppor. Inga underarter finns listade i Catalogue of Life.